# 사라토가 (영화)
사라토가(Saratoga)는 미국에서 제작된 잭 콘웨이 감독의 1937년 드라마, 코미디, 멜로/로맨스 영화이다. 클라크 게이블 등이 주연으로 출연하였고 버나드 H. 하이만 등이 제작에 참여하였다.

## 출연

### 주연
- 클라크 게이블
- 진 할로우

### 조연
- 라이오넬 베리모어
- 프랭크 모건
- 월터 피전
- 우나 머켈
- 클리프 에드워즈
- 조지 주코
- 조나단 헤일
- 해티 맥대니얼
- 프랭키 대로
- 팻 웨스트
- 허버트 애슐리
- 후퍼 앳츨리
- 조셉 E. 버나드
- 조지 챈들러
- 에드가 디어링
- 드류 더모레스트
- 더들리 딕커슨
- 샘 플린트
- 이렌느 프랭클린
- 루스 길레트
- 제시 그레이브스
- 해리슨 그린
- 마가렛 해밀턴
- 샘 해리스
- 존 하이암스
- 시 젠크스
- 로버트 에멧 킨
- 케너 G. 켐프
- 프랭크 맥길린  시니어
- 찰스 R. 무어
- 버트 무어하우스
- 포브스 머레이
- 데니스 오키프
- 라이오넬 페이프
- 조지 H. 리드
- 구스 리드
- 버트 로치
- 멜 루익
- 거트루드 심슨
- 칼 스톡데일

## 제작진
- 협력프로듀서: 존 에머슨